# Kristine Lilly
Kristine Marie Lilly (New York City, 22 luglio 1971) è un'ex calciatrice statunitense di ruolo centrocampista.
Lilly è in assoluto la giocatrice di calcio con più presenze in nazionale nella storia di questo sport (sia maschile che femminile), con ben 352 presenze per la nazionale statunitense (l'ultima è avvenuta nel novembre 2010 in una partita valida per le qualificazioni alla Coppa del Mondo). Ha fatto parte della nazionale statunitense dal 1987 al 2010. Ha raggiunto la sua 300ª presenza il 18 gennaio 2006, nel corso di una partita contro la Norvegia.
Lilly ha annunciato il suo ritiro dal mondo del calcio il 6 gennaio 2011.

## Carriera

### Club
Kristine Lilly cominciò la sua carriera di calciatrice alla Wilton High School di Wilton, in Connecticut. Già allora ricevette la prima chiamata in nazionale (era il 1987). Completò poi gli studi alla University of North Carolina at Chapel Hill, facendo parte ovviamente della squadra femminile di calcio tra il 1989 e il 1992. Nel 1994 la sua maglia numero 14 fu ritirata.
La carriera professionistica di Lilly cominciò nel 1994 con il Tyresö FF, nel campionato svedese. Trascorse tuttavia una sola stagione e per lei fu già tempo di tornare negli Stati Uniti. Firmò infatti un contratto con i Washington Warthogs, squadra che militava in un torneo di calcio indoor (Kristine era l'unica giocatrice donna della squadra).
Nel 1998 fece il suo esordio nella W-League con le Delaware Genies, club nel quale militò per tre anni collezionando 4 presenze e 5 reti.
Il 2001 segna la nascita della prima lega per calciatrici professioniste, la Women's United Soccer Association (WUSA) e Lilly è tra le fondatrici (e capitana) delle Boston Breakers. L'esperienza dura fino al 2003, anno in cui il campionato cessa di esistere.
Tra il 2004 e il 2005 Lilly fa ritorno in Svezia, per giocare nel KIF Örebro DFF assieme, tra l'altro, ad alcune sue ex compagne di squadra a Boston.
Dopo questa esperienza positiva Lilly approfitta della nascita della Women's Professional Soccer (WPS), la nuova federazione di professioniste per fare ritorno in patria 2008 e partecipare campionato inaugurale.
- 1994: Tyresö (Svezia)
- 1995: Washington Warthogs (CISL - USA)
- 1998: Delaware Genies (W-League - USA)
- 2001-2003: Boston Breakers (WUSA)
- 2005-2008: KIF Örebro DFF (Svezia)
- 2009-2011: Boston Breakers (WUSA)

### Nazionale
Lilly debutta con la nazionale statunitense prestissimo, nel 1987. Supera il record di presenze per una giocatrice femminile nel 1998 (con 151 presenze), mentre l'anno seguente batte il record anche per quanto riguarda il campo maschile detenuto da Adnan Al-Talyani degli Emirati Arabi Uniti (164 presenze all'epoca).
Ha partecipato a cinque edizioni della Coppa del Mondo femminile (1991, 1995, 1999, 2003 e 2007) vincendone due (1991 e 1999).
Vanta anche la partecipazione a tre edizioni delle Olimpiadi (1996, 2000 e 2004) vincendo la medaglia d'oro nel 1996 e nel 2004, e una medaglia d'argento nel 2000.

## Palmarès

### Nazionale
- Coppa del mondo:
- Oro Coppa del mondo femminile 1991 in Cina
- Oro Coppa del mondo femminile 1999 negli Stati Uniti
- Bronzo Coppa del mondo femminile 1995 in Svezia
- Bronzo Coppa del mondo femminile 2003 negli Stati Uniti
- Bronzo Coppa del mondo femminile 2007 in Cina
- Giochi olimpici:
- Oro Giochi olimpici del 1996 ad Atlanta
- Oro Giochi olimpici del 2004 ad Atene
- Argento Giochi olimpici del 2000 a Sydney

### Individuale
- U.S. Soccer Athlete of the Year: 3

1993, 2005, 2006